# Art of the Improviser
Art of the Improviser ist ein Jazzalbum von Matthew Shipp. Die am 1. April 2010 im Arts Center of the Capital Region in Troy, New York, (CD 1) und am 12. Juni 2010 im Jazzclub Le Poisson Rouge, New York City, (CD 2) entstandenen Aufnahmen erschienen am 22. Februar 2011 auf Thirsty Ear.

## Hintergrund
Auf Art of the Improviser präsentiert Shipp – wie auf seinem vorherigen Album 4D (Thirsty Ear, 2010) – einerseits Soloaufnahmen von Originalkompositionen und den Standard Fly Me to the Moon (CD 2); die erste CD enthält Livemitschnitte mit seinem zu dieser Zeit neuen Trio mit dem Bassisten Michael Bisio und dem Schlagzeuger Whit Dickey.
Die erste CD dokumentiert Shipps Trio, das im April 2010 live in Troy, NY, aufgenommen wurde. Die fünf langen Tracks sind eine Zusammenfassung seiner bisherigen Karriere und beziehen Musik aus früheren Veröffentlichungen ein bis hin zu Critical Mass (2013, 1995) und The Multiplications Table (hatOLOGY, 1997), wobei er einige aus dem neueren Album Harmony and Abyss (Thirsty Ear, 2004) überarbeitete.

## Titelliste
- Matthew Shipp: Art of the Improviser (Thirsty Ear [The Blue Series] THI 57197)[1]

CD 1 – Matthew Shipp Trio Live
1. The New Fact, 12:27
2. 3 in 1, 9:15
3. Circular Temple #1, 16:01
4. Take the “A” Train (Billy Strayhorn), 7:44
5. Virgin Complex, 6:49

CD 2 – Matthew Shipp Solo Piano Live
1. 4D, 5:39
2. Fly Me to the Moon (Bart Howard), 5:12
3. Wholetone, 8:03
4. Module, 7:52
5. Gamma Ray, 7:24
6. atmos, 4:50

Soweit nicht anders gekennzeichnet stammen alle Kompositionen von Matthew Shipp.

## Rezeption
Thom Jurek verlieh dem Album in AllMusic vier Sterne und schrieb, das Solo-Rezital auf der zweiten CD enthalte auch einen Standard, Fly Me to the Moon, der als Erweiterung von Shipps jüngster Komposition beginne, der herrlich körperlichen 4D. „Und in der Tat könnte es genauso gut sein, dass er die Melodie aus den Änderungen herauszieht, sie gegeneinander verwinkelt und seine eigene Reihe von Intervallfragestellungen an die Enden von Phrasen einfügt, um sie durch labyrinthische Passagen zu führen, bevor er hierher zurückkehrt aufgehört.“ Dieses Beispiel sei für den Autor ein Beweis für Shipps Leistungen, aber auch eine Fortsetzung der Entdeckung in seiner musikalischen Entwicklungssprache.
Nach Ansicht von Mark Corroto, der das Album in All About Jazz rezensierte, sei Shipp wie seine musikalischen Vorgänger Cecil Taylor und Thelonious Monk „eine kompromisslose Stimme, die die Zuhörer dazu zwingt, sich entweder für ihn oder gegen ihn anzustellen.“ Mit der Veröffentlichung des Albums habe er seine ersten fünfzig Jahre im Wesentlichen auf zwei CDs mit entschlossener und engagierter Musik zusammengefasst.
Rob Grundel (London Jazz News) schrieb, über die gesamte Länge der Aufnahme gäbe es so viele Ideen, dass die Richtung innerhalb eines einzelnen Songs drei- oder viermal wechseln könne. Das inspirierte Spiel mache jede Wahrnehmung von Erhabenheit im Titel des Albums falsch. Shipp nutze den gesamten Bereich der Tastatur (manchmal auf einmal) und liebe Akkorde in den tiefen Registern. Wie auch immer man seine Technik bewertet, meint der Autor, „sie wurde aus Erfahrung geschmiedet und ist kompromisslos.“ Bisios fünfminütiges Bass-Solo im Eröffnungstitel „The New Fact“ sei hervorragend und gleichzeitig die leiseste Phase auf der Platte; „und die letzten ungelösten Momente von Patmos, auch die letzten Momente der Platte, signalisieren, dass Matthew Shipps Abenteuer in der Musik weitergehen werden.“ Diese Platte ist eine der besten von Shipp, resümiert Grundel. Sie erfordere wiederholtes Hören, sei voller Nuancen und eine vollständige Aussage darüber, wo sich der Pianist zu diesem Zeitpunkt künstlerisch befand.
„Seine Hände blockieren schwere Akkorde, plätschern durch wahnsinnig komplexe, aber sauber artikulierte Läufe und Arpeggios und zupfen Saiten im Klavier, seine Hände bewegen sich sowohl unabhängig als auch in völliger Synchronität“, schrieb Derk Richardson (The Abscolute Sound). In ähnlicher Weise würden er, Bisio und Dickey würden einzigartige Interpretationen der Harmonien und Rhythmen anbieten, während sie ihre Vorstellungen zu einer Vision verbinden. Man wird sich vielleicht mehr Unmittelbarkeit und Schärfe in den Klängen wünschen, aber die emotionale Kraft und die musikalischen Überraschungen in diesen neun Eigenkompositionen und zwei Interpretationen (Take the A Train und Fly Me to the Moon) übertreffen die Mischungen von Anfang bis Ende.
Shipps Album The Art of the Improviser wurde 2011 für die JJA Awards der US-amerikanischen Jazz Journalists Association in der Kategorie Album des Jahres nominiert.